# Glires
A modern besorolás szerint összevont Glires (ejtsd: gliresz; a latin glis, gliris, azaz pele szóból) az elevenszülő emlősök (Theria) egy csoportja (avagy „raja”). Két rend tartozik ide: a rágcsálók (Rodentia) és a nyúlalakúak (Lagomorpha). Ezek alapvető különbsége, hogy a rágcsálóknak két, a nyúlalakúaknak pedig négy pár állandóan növekvő, hosszú, rágcsálásra használt metszőfoga van.
A hagyományos biológiai rendszerezés szerint a Glires a rágcsálók rendjének volt a tudományos neve. A 20. század második felének közepéig még a nyúlalakúakat is rágcsálók rendjébe sorolták, pontosabban annak dupla metszőfogúak alrendjébe.
A Glires és az Euarchonta „rajok” együtt alkotják az Euarchontoglires öregrendet.
Úgy tűnik, a két „raj” közös őse mintegy 75 millió éve, a földtörténet kréta időszakában válhatott külön egymástól. A raj két rendjének fejlődése mintegy 70 millió éve, ugyancsak a kréta időszakában különülhetett el.